# Dér Heni
Dér Henrietta (Csantavér, Jugoszlávia, 1986. április 17. –) Vajdaságból származó magyar énekesnő, aki a Sugarloaf együttesben kezdte pályafutását.
Kommunikáció-média szakos, valamint politológus és operaénekesi  diplomával rendelkezik.

## Zenei karrier
2003-ban jelentkezett a TV2 Megasztár című műsorának első szériájába. Több döntőn is továbbjutott, de a 8. helyen végül kiesett. 2006-ban megjelent az első albuma a Sugarloaf nevű zenekarral. 2008-ban jelent meg a zenekar első koncert DVD-je Stereo címmel, ami több elismerést is kapott. 2009-ben elkezdtek forgatni egy dokumentumfilmet, amelyben a zenekar életét több mint egy éven keresztül követik és rögzítik a készítők. A filmet a nagyközönségnek várhatóan a 2011-es filmszemlén mutatták volna be.
2013-ban szerepelt a Sztárban sztár legelső évadában, ahol 11. helyezést ért el.
2014-ben az énekesnő bekerült A Dal 2014 eurovíziós nemzeti dalválasztó show elődöntőjébe Ég veled – Next please című dalával, majd 2015-ben megint bejutott A Dalba, ezúttal Ébresztő című dalával.
2016-ban A Nagy Duettben Kucsera Gáborral a 4. helyen végeztek.
2024-ben Zsuzsival egy közös videoklipet készített Visszahívtalak volna címmel. Ugyanebben az évben szerepelt az RTL-en sugárzott Sztárboxban, majd visszatért a szintén az RTL-en a jól ismert Álarcos Énekes című leleplezős műsorban, ahol mókusjelmezbe bújt.

## Videóklipek
- 2006 Hajnalig még van idő: ez a szám bekerült az EURO 200 slágerlistájába is.
- 2007 Szingli lány
- 2008 Minden hozzád hajt
- 2009 Barbie
- 2010 Luftballon
- 2011 Vadvirág
- 2012 Dolce Vita
- 2013 Ég Veled
- 2014 Ébresztő
- 2015 Még, Még, Még
- 2016 Szedjük széjjel
- 2017 Szemtelen (feat. Burai Krisztián x G.w.M.)
- 2018 Meghalok[7]
- 2018 Sztori
- 2019 Pezseg a vér
- 2019 Casanova
- 2020 Dicaprio
- 2021 Szeretemdal
- 2024 Visszahívtalak volna

## Elismerések
- Kornay Mariann Művészeti-díj (2010)